# 남원 만인의총
남원 만인의총(南原 萬人義塚)은 대한민국 전북특별자치도 남원시 향교동에 있다. 조선 선조 30년 정유재란 때 남원성을 끝까지 지키다가 순절한 민·관·군의 합장유적이다. 1981년 4월 1일 대한민국의 사적 제272호 만인의총으로 지정 되었으나, 2011년 7월 28일 남원 만인의총으로 문화재 명칭이 변경 되었다.

## 개요
1597년(선조 30년) 8월에 고니시 유키나카 휘하 왜군 10만이 남원성을 에워싸고 공격하여 점령하였다. 이때 명나라의 부총병 양원군, 명나라 장군 천총 장표 등이 거느린 3,000군사와 교룡산성 별장 신호가 이끄는 소수의 군사는 용성관을 중심으로 주둔하면서 다시 성곽 회복을 준비하고, 양원은 순천으로 올라오는 왜군을 막으러 내려가던 전라병마절도사 이복남 등에게 지원을 요청, 이들은 다시 순천, 광양, 옥과를 거쳐 남원성 근처로 당도하였다. 이때는 이미 남원성은 고니시의 적군에 함락된 상태였다.
관군은 남원부사 임현, 접반사 정기원을 비롯하여 병마절도사 이복남·방어사 오응정·조방장 김경노, 남원부 판관 이덕회, 구례현감 이원춘, 산성별감 신호 등은 남원성으로 들어가, 군민과 함께 이를 막아 싸우게 되었다. 또한 태귀생, 태천생 등의 일가와 가복, 문기방 등이 이끄는 의병이 가세하였다. 성안의 주민들은 부녀자와 아이들까지 왜군과 싸웠는데, 남문이 무너지면서 성안에서 치열한 백병전이 벌어지게 되자 명나라 장수 양원은 이복남 등에게 상황이 불리함을 들어 나갈 것을 권고했으나 이복남은 거절했다. 그 뒤 양원은 재빨리 변장하고 심복부하 50여 명과 함께 도망쳐 버렸다. 8월 15일 조선 관군과 의병, 주민 다수는 전사했고, 이복남은 스스로 책임을 통감하고 볏단을 쌓은 뒤 분신 자결하였다. 이 싸움으로 관군 4천과 성민 1만이 장렬히 전사하여 후일 한 곳에 묻히게 되었는데 이것이 만인의총 유래가 되고 있다.

## 종전 이후
광해군 4년(1612) 이들의 영혼을 안치하는 사당이 지어졌고, 효종 4년(1653)에는 충렬사라는 시호가 내려졌으며, 숙종 원년(1675)에 이르러 용성관 동면에 사당이 북문 밖의 정결한 곳으로 옮겨 지어졌다. 1962년에는 민가에 둘러 쌓이게 되자 현 위치에 의총과 사당을 옮겼으며 1975년 성역화 사업이 추진되어 오늘에 이르고 있다.
대한민국 수립 후 사적 102호로 지정되었으며 1963년 당시 박정희 대통령의 특별 지시로 1964년 현재의 위치로 이장되었다. 사적 102호였던 이곳은 임의 이장을 이유로 지정 해제되었다. 그러나 다시 지방기념물 제8호로 지정되었다가 1981년 4월 1일 다시 사적 제272호로 재지정되었다.

## 같이 보기
- 임진왜란
- 남원 전투

## 갤러리

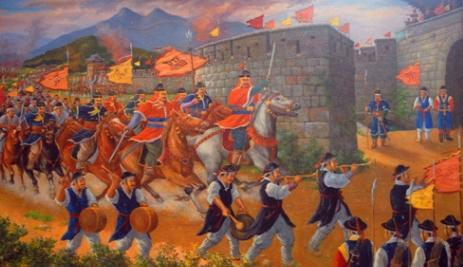
남원성에 잠입하는 이복남의 전라병마군

## 참고자료
- 남원 만인의총 - 국가유산청 국가유산포털
- 한국저작권위원회 공유마당에 있는 사진 보관됨 2021-05-18 - 웨이백 머신
- 이 문서에는 다음커뮤니케이션(현 카카오)에서 GFDL 또는 CC-SA 라이선스로 배포한 글로벌 세계대백과사전의 내용을 기초로 작성된 글이 포함되어 있습니다.